# رصيف مشاة

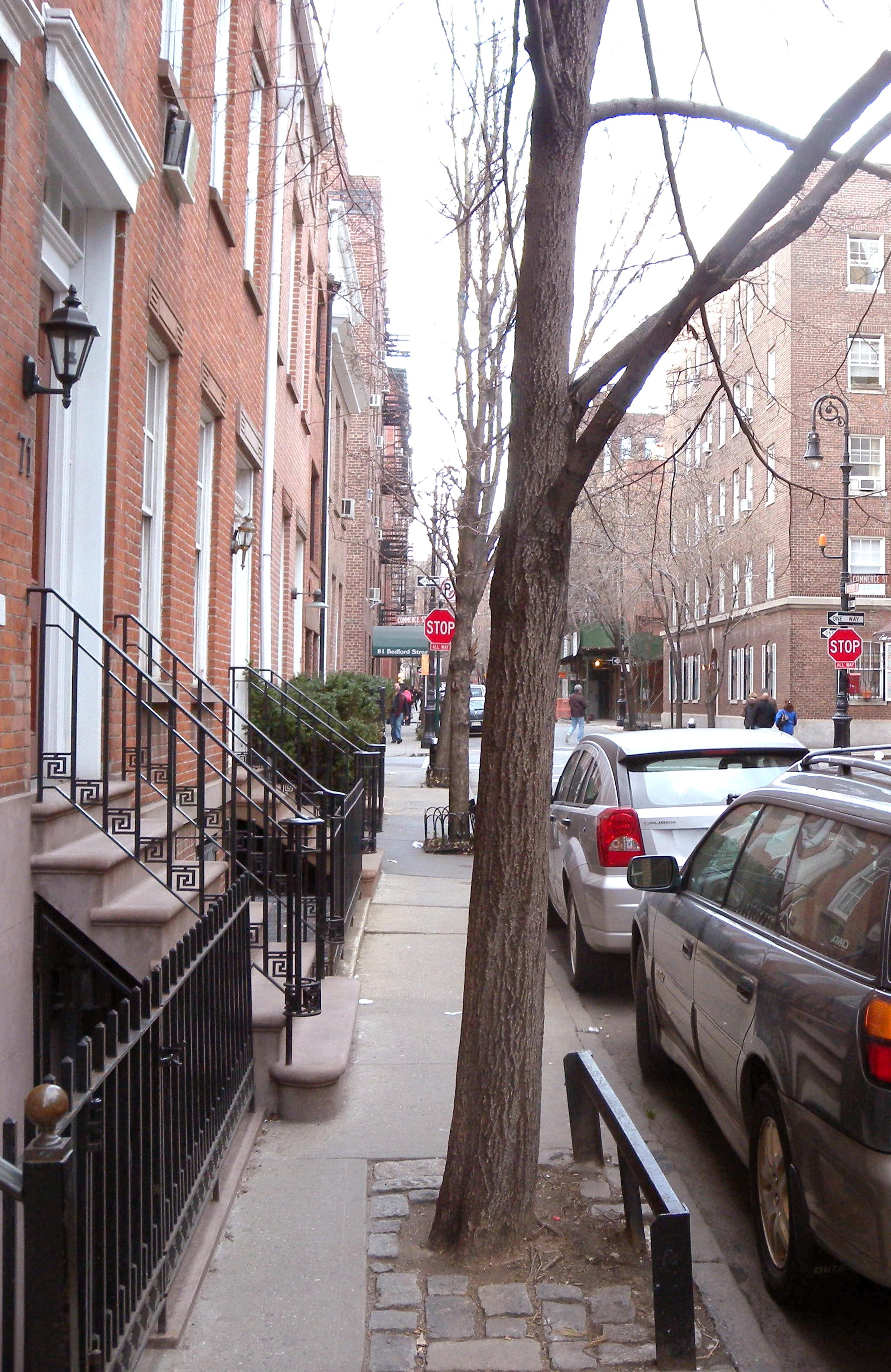
طريق مرصوف

رصيف المشاة مساحة مخصصة لمرور المشاة (المارة) وعادة تكون مفصولة عن الطريق المخصص لسير المركبات تفاديا للحوادث وذلك إما برفعها عن الطريق وإما بوضع حواجز تمنع اقتحام المركبات هذه المنطقة. وتصمم بحيث تكون ذات درجة انحدار مريحة لعامة الناس، ويتفادى المصمم وضع درجات (سلالم) على الرصيف كي يتاح استخدامه للعجوز ومتحدي الإعاقة.
رصف الطريق غطَّاه بمادَّة تُقوِّي التُّربة وتمنع إثارة الأتربة، كالأحجار، والكتل الخرسانية، والبازلت والزفت.

## في التراث
وصف ابن بطوطة أرصفة دمشق في كتابه تحفة النظار في غرائب الأمصار وعجائب الأسفار:
| رصيف مشاة | ومنها أوقاف على تعديل الطرق ورصفها لأن أزقة دمشق لكل واحد منها رصيفان في جنبيه يمر عليهما المترجلون ويمر الركبان بين ذلك | رصيف مشاة |

## معرض صور

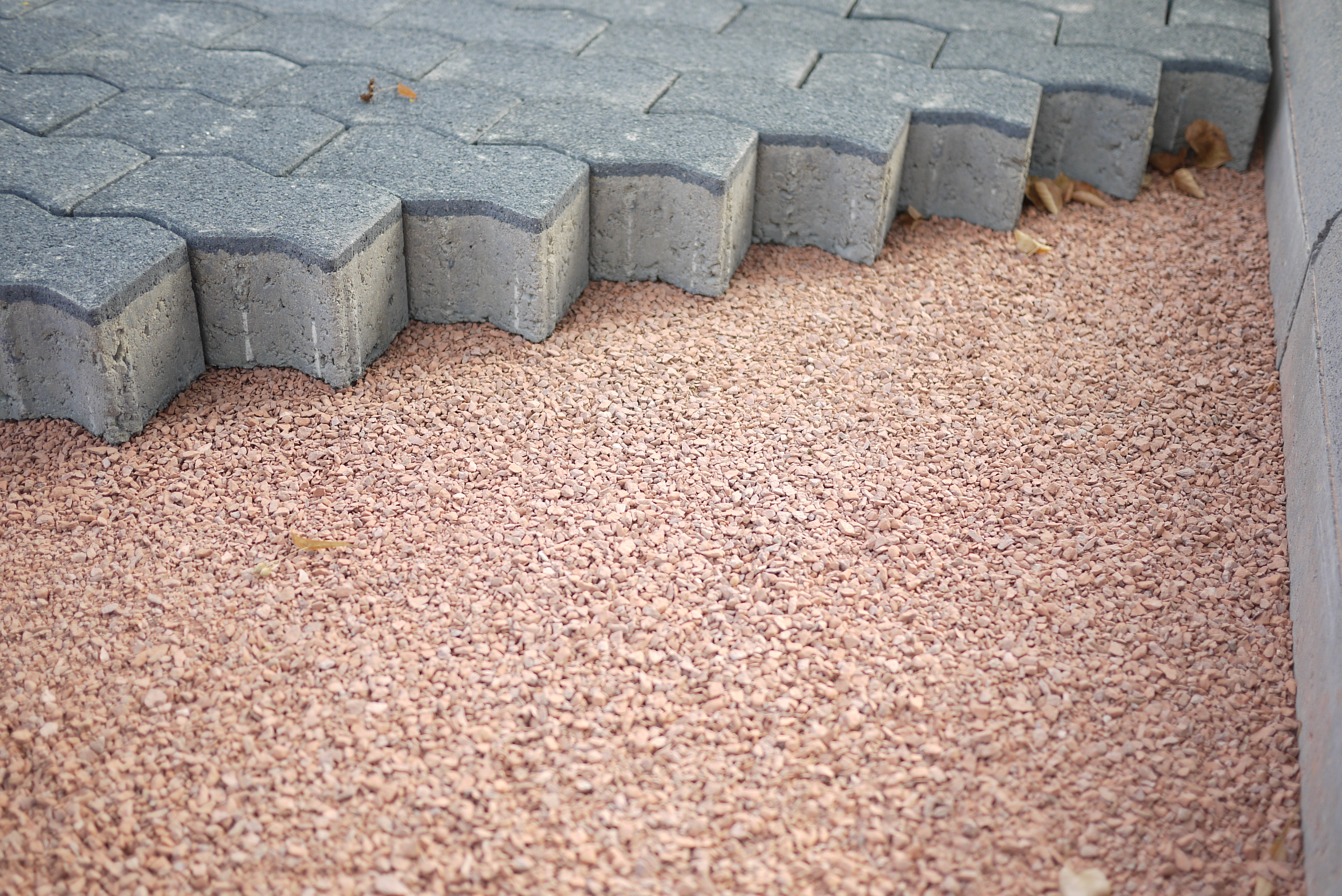
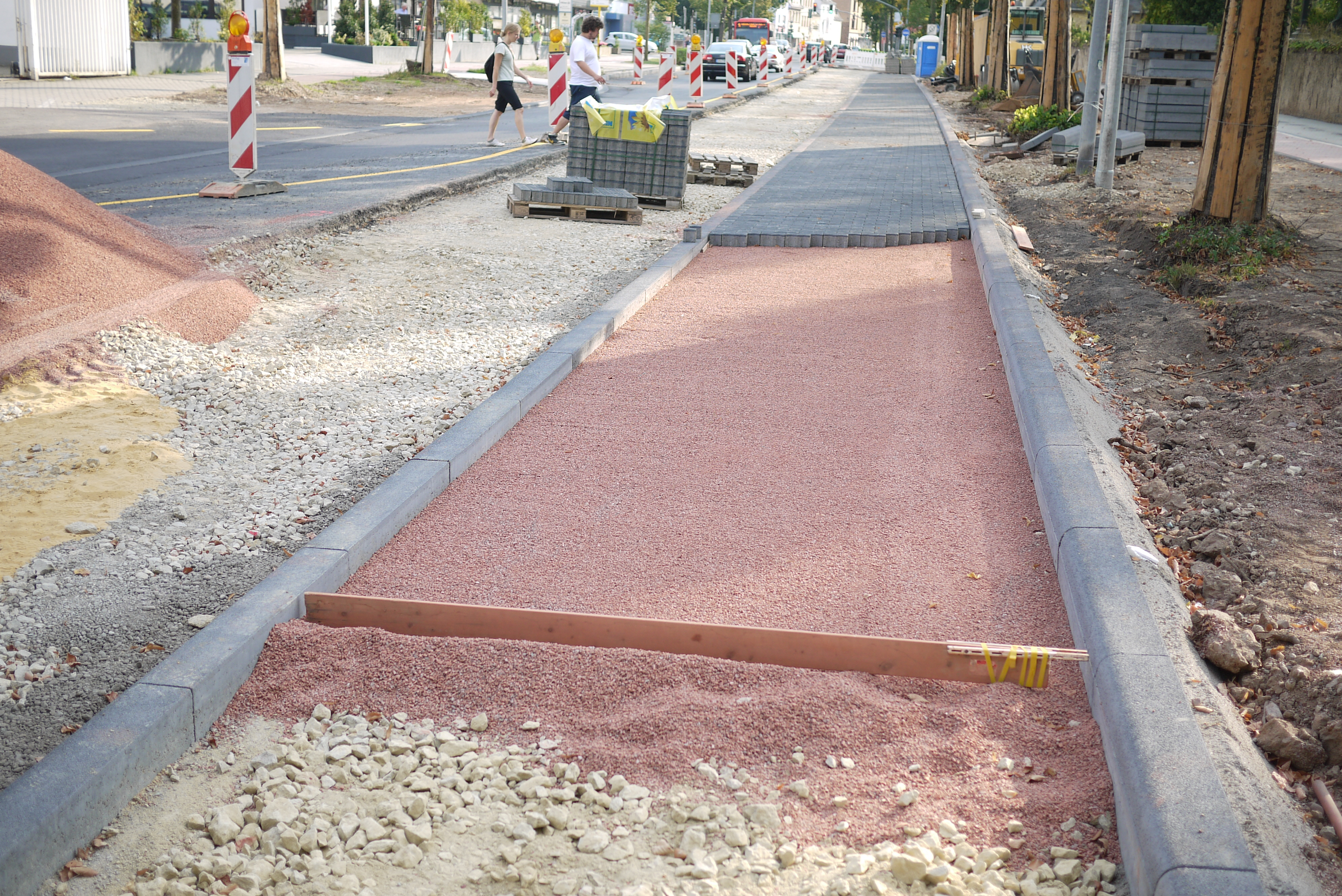
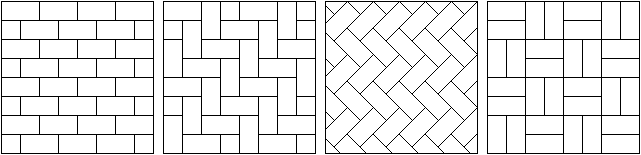

## التاريخ
ظهرت الأرصفة منذ 4000 عام على الأقل. كان لمدينة كورنث اليونانية أرصفة بحلول القرن الرابع قبل الميلاد، وقام الرومان ببناء أرصفة - أطلقوا عليها اسم سيميتاي.
ومع ذلك، بحلول العصور الوسطى، عادت الطرق الضيقة لاستخدامها في وقت واحد من قبل المشاة والعربات دون أي فصل رسمي بين الفئتين. غالبًا ما كانت المحاولات المبكرة لضمان الصيانة الكافية لطرق المشاة أو الأرصفة تُبذل غالبًا، كما في قانون 1623 لكولشيستر، لكنها لم تكن فعالة بشكل عام
بعد حريق لندن العظيم عام 1666، بذلت محاولات ببطء لإعادة بعض النظام إلى المدينة مترامية الأطراف.
في عام 1671، جرت صياغة «أوامر وقواعد وتوجيهات معينة تلامس الأرصفة وتنظيف الشوارع والممرات والممرات العامة داخل مدينة لندن» داعية إلى تعبيد جميع الشوارع بشكل مناسب للمشاة ورصفها بالحصى. استُخدم حجر البوربيك على نطاق واسع كمواد رصف متينة. كما جرى تركيب حواجز أمان لحماية المشاة من حركة المرور في منتصف الطريق.
أقر مجلس العموم البريطاني سلسلة من أعمال الرصف في القرن الثامن عشر. أذن قانون الرصف والإضاءة لعام 1766 لمؤسسة مدينة لندن بإنشاء ممرات للمشاة في جميع شوارع لندن، لتمهيدها بحجر البوربيك (كان الطريق العام في الوسط مرصوفًا بالحصى بشكل عام) ورفعها فوق مستوى الشارع بالقيود لتشكيل الفصل.
جرى أيضًا تكليف المؤسسة بمسؤولية الصيانة المنتظمة للطرق، بما في ذلك تنظيفها وإصلاحها، والتي فرضت عليها ضريبة اعتبارًا من عام 1766
كانت هناك نقطة تحول أخرى هي بناء بونت نيوف في باريس (1578-1606) الذي حدد عدة اتجاهات بما في ذلك الأرصفة العريضة والمرتفعة التي تفصل المشاة عن حركة المرور على الطرق، بالإضافة إلى أول جسر باريسي بدون منازل مبنية عليه، وعرضه السخي بالإضافة إلى أناقة ومتانة التصميم الذي أصبح شائعًا على الفور للتنزه في بداية القرن الذي شهد ظهور باريس بشكلها المشهور حتى يومنا هذا.
كانت أيضًا ظاهرة ثقافية لأن جميع الطبقات اختلطت في الممرات الجديدة. بحلول القرن التاسع عشر، بُنيت الأرصفة الكبيرة والواسعة بشكل روتيني في العواصم الأوروبية، وكانت مرتبطة بالتطور الحضري.
في الولايات المتحدة، وجب على مالكي العقارات المجاورين في معظم الحالات تمويل كل أو جزء من تكلفة بناء الأرصفة.
في قضية قانونية في عام 1917 تتعلق «بإي إل ستيوارت» عضو سابق في مجلس نواب لويزيانا ومحامي في ميندن في ويبستر باريش، قضت المحكمة العليا في لويزيانا بأنه يجب على المالكين الدفع إذا ما كانوا يرغبون في بناء الرصيف.